# Некрилешти (Алба)
Некрилешти (рум. Necrilești) насеље је у Румунији у округу Алба у општини Интрегалде. Oпштина се налази на надморској висини од 846 m.

## Становништво
Према подацима из 2002. године у насељу је живело 188 становника, од којих су сви румунске националности.